# ガードハロー
ガードハロー（Guard Halo）は、2022年10月まで花王から発売されていたオーラルケア製品。医薬部外品。1970年9月発売開始。
花王の前身である花王石鹸（ - 1976年、1985年4月 - 1985年9月）・花王コルゲートオーラルプロダクツ（1977年 - 1985年3月）から商品名を変えずに52年販売されてきたブランドである。1985年10月以降は花王から販売されていた。

## 概要
2022年10月の販売終了時点ではフッ素（モノフルオロリン酸ナトリウム）が配合された歯磨き粉で、ペパーミントの香味となっている。2017年、これまで配合されていた殺菌剤（塩化ベンゼトニウム）を省く処方変更が行われた。1980年代の時点ではフッ素は配合されず、薬効剤アラントイネートやスパイシーミントが配合されていた。
「ガードハロー」に先駆けて、1967年11月、「ハロー」110gが発売開始となっている。「ガードハロー」は1970年9月に110gの製品を発売開始した。当時のものは薬効剤アラントイネートを配合した歯槽膿漏予防歯磨きという触れ込みであった。1972年2月17日、「ガードハロー」などの新製品記者発表が銀座東急ホテルで開かれ、同年3月、「ガードハロー」180gがラインナップに追加された。1975年10月21日、「ガードハロー」特大型250g発売。1979年10月、「ガードハロー」は「コルゲートⅡ」（「コルゲートMFP」から改称）とともに特許ラミネートチューブ入りに変更となった。1985年10月、「ガードハロー薬用つぶ塩」110g、180gを発売。1997年10月6日、「ビタガード」から改称した「ガードハロービタッシュ」スタンディングチューブ80g、150g、チューブ箱入り150g発売。
1974年、テレビコマーシャルの"近頃気になることがある"のフレーズは流行語にもなった（ボーカル一谷伸江、作曲喜多嶋修）。
1977年から1982年のテレビCMではライオンのデンター・クリニカと同じく歯垢（しこう）を表現していた。
花王が発売する他のオーラルケアブランド（クリアクリーン、ピュオーラ、ディープクリーン、つぶ塩）への集約のため、2022年10月末をもって製造終了となり、52年の歴史に幕を閉じた。同時につぶ塩の販売名にガードハローの文字が消え、ガードハロー・ハローブランドの花王オーラルケア商品はすべて姿を消した。

## CM

### ガードハロー
- 一谷伸江（CMソングを歌唱）
- 十田敬三
- 森次晃嗣（1978年 - 1979年、ハローハブラシのCMにも出演）
- 大和田獏（ラミネートチューブ採用の1979年10月以降）
- 西井里佳

### 備考
- 1983年頃のワンタッチキャップ導入以降は有名人ではなく、複数のエキストラや一般人が出演していた。
- 1985年5月頃からパッケージに花王の文字が入ったが、テレビCMは1985年10月以降の社名変更後も月のマークのみだった。
- 1985年年末頃までは「ガードハロー」のCMがテレビで放送されていたが「ガードハロー薬用つぶ塩」発売以降は放送されなくなった。
- 当時花王石鹸が提供していた 日本テレビ制作の『土曜グランド劇場・ちょっとマイウェイ』では1979年10月から放送されていたため、移行前の森次・移行後の大和田のバージョンとも放送されていた。ドラマの初期にラミネートチューブ以前のガードハローが映っていたシーンがあった。

### ガードハロー薬用つぶ塩
- 石黒賢
- 大沼啓延
- 相沢早苗（大沼と共演）
- 安永亜衣
- 石黒・大沼・安永は「ハローハブラシ毛先が球」のCMにも出演。

### 受賞
- 1974年7月1日 - 「ガードハロー」テレビCM（ネコ）により、電通賞「テレビ広告家庭品第1部門賞」を受賞[5]。
- 1974年10月18日[5] - 一谷伸江出演「ガードハロー」ラジオCMにより、ACC・CMフェスティバル「第14回CM音楽部門ACC賞」を受賞[9]。
- 1978年3月 - 「ガードハロー」は「マジックリン」の広告とともに「第17回消費者のためになった広告コンクール」優秀賞を受賞[5]。